# Krankenkassenscheck

Krankenkassenscheck der WGKK

Der Krankenkassenscheck war der Vorläufer der e-card in Österreich. Der Krankenkassenscheck war eine Bestätigung, dass jemand bei einer der österreichischen Krankenkassen versichert ist und war beim Arztbesuch notwendig, wenn die Krankenkasse die Kosten übernehmen sollte.
Der Krankenkassenscheck wurde jeweils vom Dienstgeber für einen Dienstnehmer oder einem mitversicherten Angehörigen ausgestellt und beim Arztbesuch vom Patienten abgegeben. Mit diesem konnte der Arzt sein Honorar mit der jeweiligen Krankenkasse verrechnen.
Für Arbeitslose wurde der Krankenkassenscheck vom AMS, für Pensionisten von der jeweiligen Pensionsversicherungsanstalt ausgestellt.
Eingelöst konnten die Schecks nur bei praktischen Ärzten, die einen Vertrag mit der entsprechenden Krankenkasse haben. Nichtvertragsärzte müssen, wie auch mit der e-card, vom Patienten selbst bezahlt werden. Auch bei Fachärzten war eine Verrechnung bis auf einige Ausnahmen mit Krankenkassenscheck nicht möglich. Diese Funktion übernimmt auch heute noch die Überweisung des praktischen Arztes.
Der Krankenkassenscheck wurde jeweils für ein Quartal ausgestellt und musste innerhalb von 14 Tagen beim Arzt, vom Patienten unterschrieben, abgegeben werden. Weitere Leistungen innerhalb des Quartals wurden nur jeweils beim selben praktischen Arzt abgegolten. Pro Quartal und Person durfte nur ein Scheck ausgegeben werden. Um das zu gewährleisten, führten die Arbeitgeber Ausgabelisten mit den Namen der Mitarbeiter und deren mitversicherten Angehörigen.
1997 wurde die sogenannte Krankenscheingebühr eingeführt, die vom Arbeitgeber bei Ausstellung eines Schecks einbehalten wurde und an die Krankenkasse abgeliefert werden musste. Somit sollte eine missbräuchliche Verwendung hintangehalten werden. Ausgenommen waren davon nur Beamte, ebenso für den Personenkreis, der von der Rezeptgebühr befreit war, wie Notstandshilfeempfänger o.a.
Eine Sonderstellung nahm der Urlaubskrankenkassenscheck ein, der in ganz Österreich für einen bestimmten Zeitraum Gültigkeit hatte. Für diesen musste auch keine separate Gebühr bezahlt werden.
Eine weitere Sonderform war der Zahnbehandlungsscheck, der den gleichen Sinn wie der Krankenkassenscheck erfüllte und nur für Zahnbehandlungen galt. Unterschiedlich war nur der Ausstellungsmodus, da er pro Behandlung (auch mit mehreren Besuchen) galt und nicht pro Quartal. Nur ein Quartalswechsel machte auch eine Neuausstellung notwendig. Separate Gebühr wurde keine verrechnet.
Der Krankenkassenscheck war der Nachfolger des vorher üblichen Krankenscheines. Nachdem immer wieder Betrügereien von Abrechnungen mit Krankenscheinen ohne Gegenleistungen aufflogen, sollte durch den Krankenkassenscheck entgegengewirkt werden, indem der Patient bestätigen musste, dass er die Leistung in Anspruch nahm. Umgangssprachlich blieb daher der Krankenkassenscheck immer noch der Krankenschein.